# Capitan, Novi Meksiko
Capitan  je selo u okrugu Lincolnu u američkoj saveznoj državi Novom Meksiku. Prema popisu 2000. u Capitanu je živjelo 1.443 stanovnika. Osnovano je 1890-ih, a inkorporirano 1941. godine.

## Zemljopis
Nalazi se sjeverno od šume Lincoln, između Capitanskog gorja i gorja Sacramento. Zemljopisni položaj Capitana je 33°32′38″N 105°34′59″W / 33.54389°N 105.58306°W. Prema Uredu SAD-a za popis stanovništva, zauzima 8,3 km2 suhozemne površine.

## Promet
Glavne prometnice
- U.S. Route 380
- NM 48
- NM 246

## Znamenitosti
Nalazi se na Stazi Billyja the Kida, jednoj od označenih slikovitih sporednih cesta u Novom Meksiku.

## Smokey Bear
Proljeća 1950. spašen je mladunac američkog crnog medvjeda koji je teško stzradao u šumskom požaru u Capitan Gapu na Capitanskom gorju. Prvo je dobio nadimak Hotfoot Teddy. Poslije je dobio nadimak Smokey i postao stvarna slika maskote Šumske službe SAD Smokey Beara. Smokey je poslije poslan u Nacionalni zoološki park u Washington gdje je poživio još 26 godina. Kad je uginuo 9. studenoga 1976. Smokeyeve ostatke vlada je vratila u Capitan i pokopala na mjestu gdje je današnji povijesni park Smokey Bear.

## Poznate osobe
- Edward R. Tinsley, III, rančer i biznismen, vlasnik lanca restorana K-Bob's Steakhouse
- Elizabeth Fackler, spisateljica, piše romane, kratke priče i pjesme. Njena novela "My Eyes Have a Cold Nose" osvojila je nagradu za najbolji povijesnu fikciju na New Mexico Book Awards in 2009.[5]
- Roy Black, basist country i western sastava Flying J Wranglers iz Alta, vodi ranč konja kod Capitana[6]

## Vanjske poveznice
- Službena stranica
- Trgovinska komora